# Epe (Niederlande)
Epe (anhörenⓘ) ist eine niederländische Gemeinde der Provinz Gelderland in der Veluwe und hatte am 1. Januar 2025 nach Angaben des CBS 33.469 Einwohner. Zu ihr gehören die Dörfer Epe, Vaassen, Emst, Oene und einige kleinere Ortschaften.

## Lage und Wirtschaft
Vaassen und Epe liegen an der Autobahn A 50 Apeldoorn–Zwolle, 5 bzw. 15 km nördlich von Apeldoorn.
Vaassen hat einige Metallindustrie. Wichtige Erwerbsquellen sind der Tourismus und die Landwirtschaft.

## Politik

### Sitzverteilung im Gemeinderat
Der Gemeinderat wird seit 1982 folgendermaßen gebildet:
| Partei                 | Sitze | Sitze | Sitze | Sitze | Sitze | Sitze | Sitze | Sitze | Sitze | Sitze | Sitze |
| Partei                 | 1982  | 1986  | 1990  | 1994  | 1998  | 2002  | 2006  | 2010  | 2014  | 2018  | 2022  |
| ---------------------- | ----- | ----- | ----- | ----- | ----- | ----- | ----- | ----- | ----- | ----- | ----- |
| CDA                    | 5     | 5     | 5     | 4     | 4     | 4     | 4     | 4     | 4     | 4     | 5     |
| Nieuwe Lijn            | 6     | 5     | 5     | 5     | 6     | 4     | 4     | 5     | 5     | 6     | 4     |
| VVD                    | 5     | 4     | 4     | 4     | 4     | 5     | 4     | 5     | 4     | 3     | 3     |
| ChristenUnie           | –     | –     | –     | –     | –     | 2     | 2     | 2     | 3     | 3     | 3     |
| SGP                    | 1     | 1     | 1     | 2     | 2     | 2     | 2     | 2     | 3     | 3     | 3     |
| RPF                    | 1     | 1     | 1     | 2     | 2     | –     | –     | –     | –     | –     | –     |
| D66                    | 0     | –     | 2     | 2     | 1     | –     | –     | 1     | 2     | 2     | 3     |
| Gemeentebelangen Epe   | –     | –     | –     | 1     | 0     | 2     | 1     | 1     | 1     | 1     | 2     |
| PvdA                   | 6     | 8     | 6     | 4     | 4     | 3     | 5     | 3     | 2     | 1     | 1     |
| GroenLinks             | –     | –     | 0     | 1     | 2     | 3     | 2     | 2     | 2     | 2     | 1     |
| FvD                    | –     | –     | –     | –     | –     | –     | –     | –     | –     | –     | 1     |
| Dorpspartij            | –     | –     | –     | –     | –     | –     | –     | –     | –     | 1     | –     |
| Liberale Burger Partij | –     | –     | –     | –     | –     | –     | 1     | –     | –     | –     | –     |
| PSP                    | 0     | –     | –     | –     | –     | –     | –     | –     | –     | –     | –     |
| PPR                    | 0     | –     | –     | –     | –     | –     | –     | –     | –     | –     | –     |
| Eper Groepering        | 0     | –     | –     | –     | –     | –     | –     | –     | –     | –     | –     |
| Bemid.partij           | 0     | –     | –     | –     | –     | –     | –     | –     | –     | –     | –     |
| Gesamt                 | 23    | 23    | 23    | 23    | 23    | 23    | 23    | 23    | 23    | 23    | 23    |

### Bürgermeister
Seit dem 19. Dezember 2019 ist Tom Horn (PvdA) amtierender Bürgermeister der Gemeinde. Zu seinem Kollegium zählen die Beigeordneten Robert Scholten (Nieuwe Lijn), Erik Visser (CDA), Lia de Waard-Oudesluijs (ChristenUnie/SGP), Jan Aalbers (GroenLinks) sowie die Gemeindesekretärin Carla Kats.

## Sehenswürdigkeiten
Die schon seit über 1000 Jahre bestehenden Orte Vaassen, Oene und Epe haben schöne, zum Teil mittelalterliche Dorfkirchen, so die Reformierte Kirche in Vaassen.
An der Westseite von Vaassen liegt Schloss Cannenburgh, das mit Führung besichtigt werden kann. Das Schloss datiert aus dem 17. Jahrhundert.
Die Wälder der Veluwe ziehen viele Touristen in die Gemeinde, wo sich viele Pensione, kleine Hotels und Campingplätze befinden. Epe besaß bis 2015 mit dem Dierenpark Wissel einen kleinen Zoo, wo u. a. der Kleine Panda gezüchtet wurde.

## Bilder

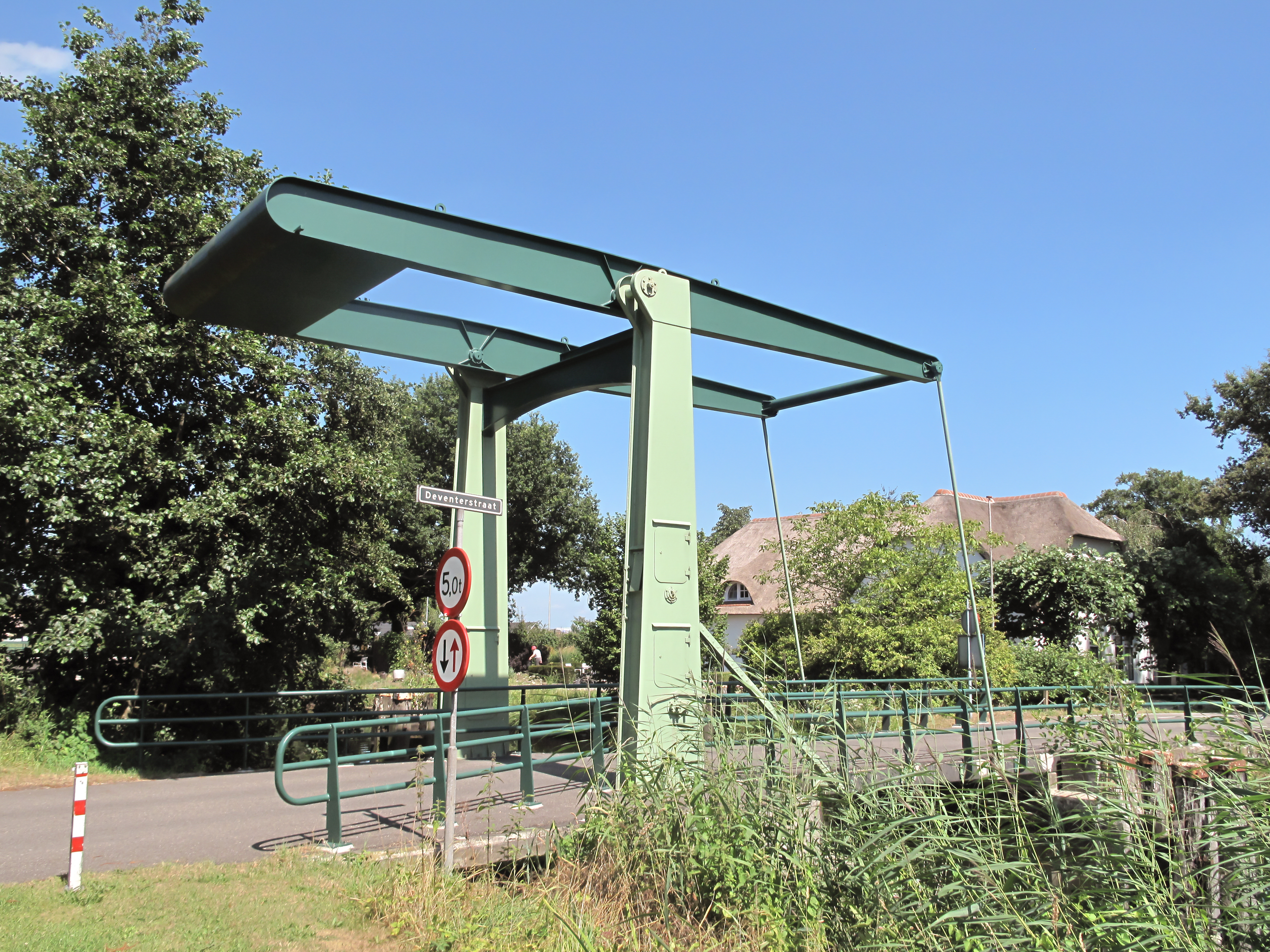
Vaassen, Zugbrücke über das Apeldoorns Kanaal
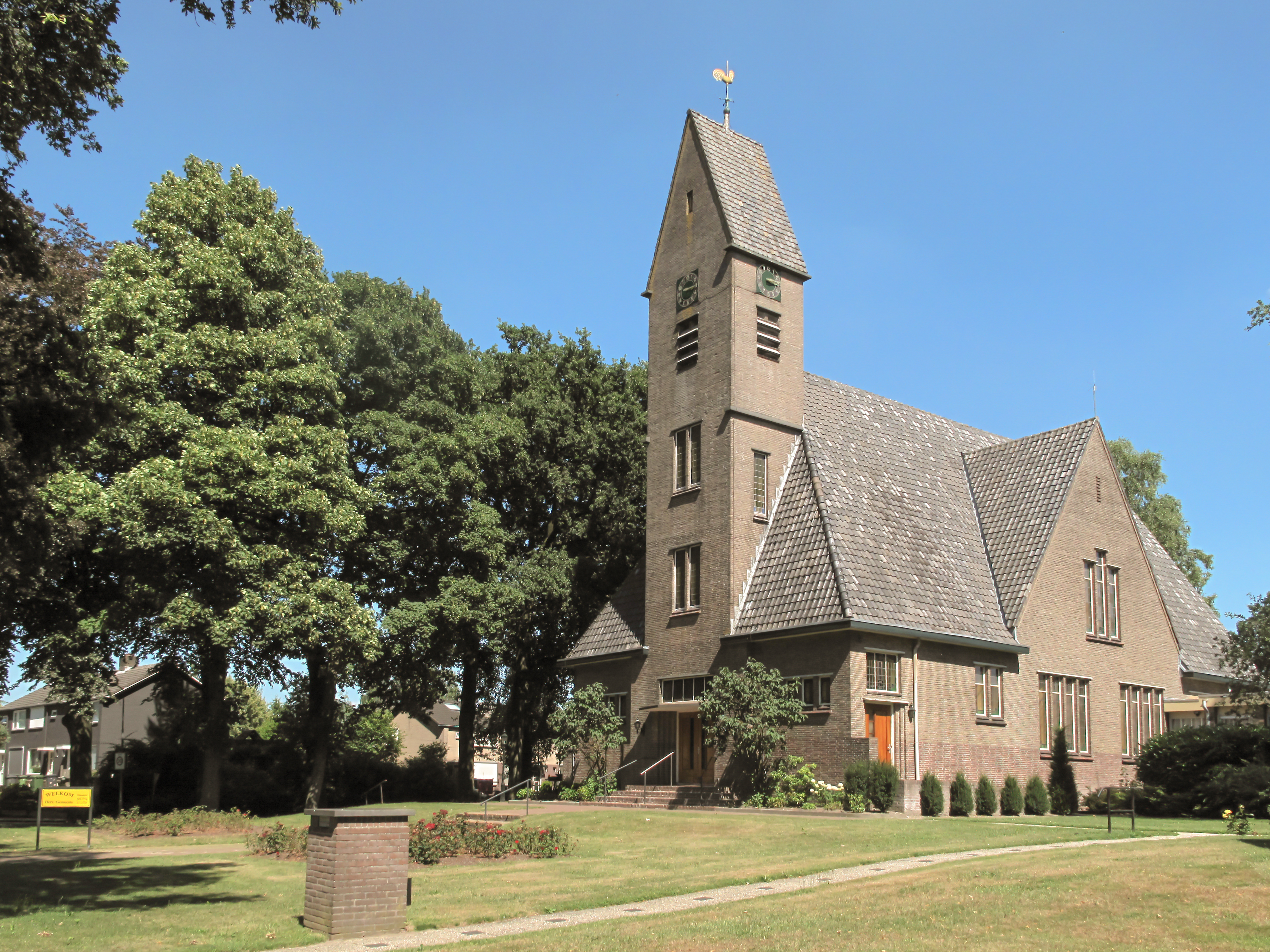
Emst, reformierte Kirche
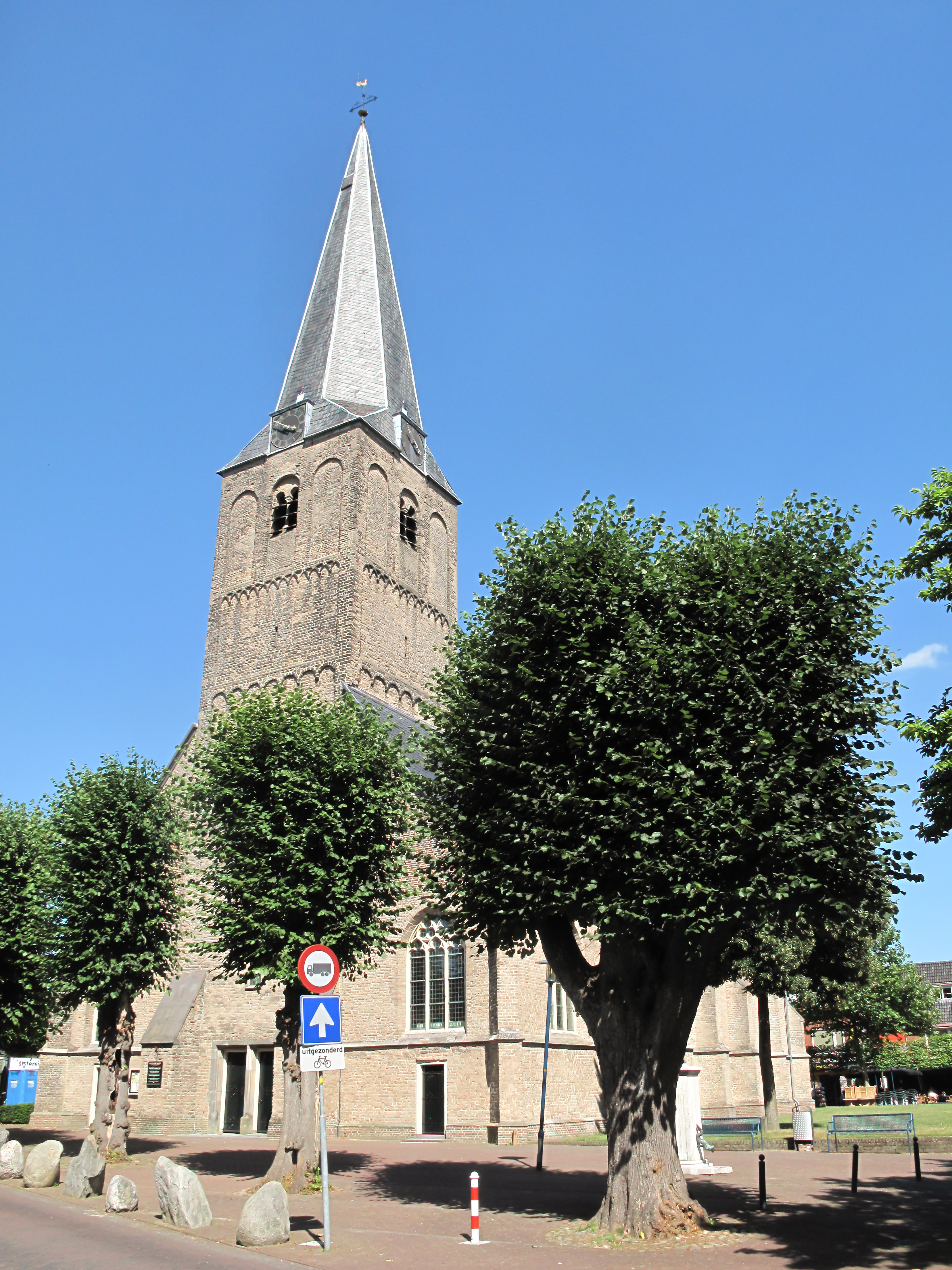
Epe, Kirche: de Martinus Grote Kerk
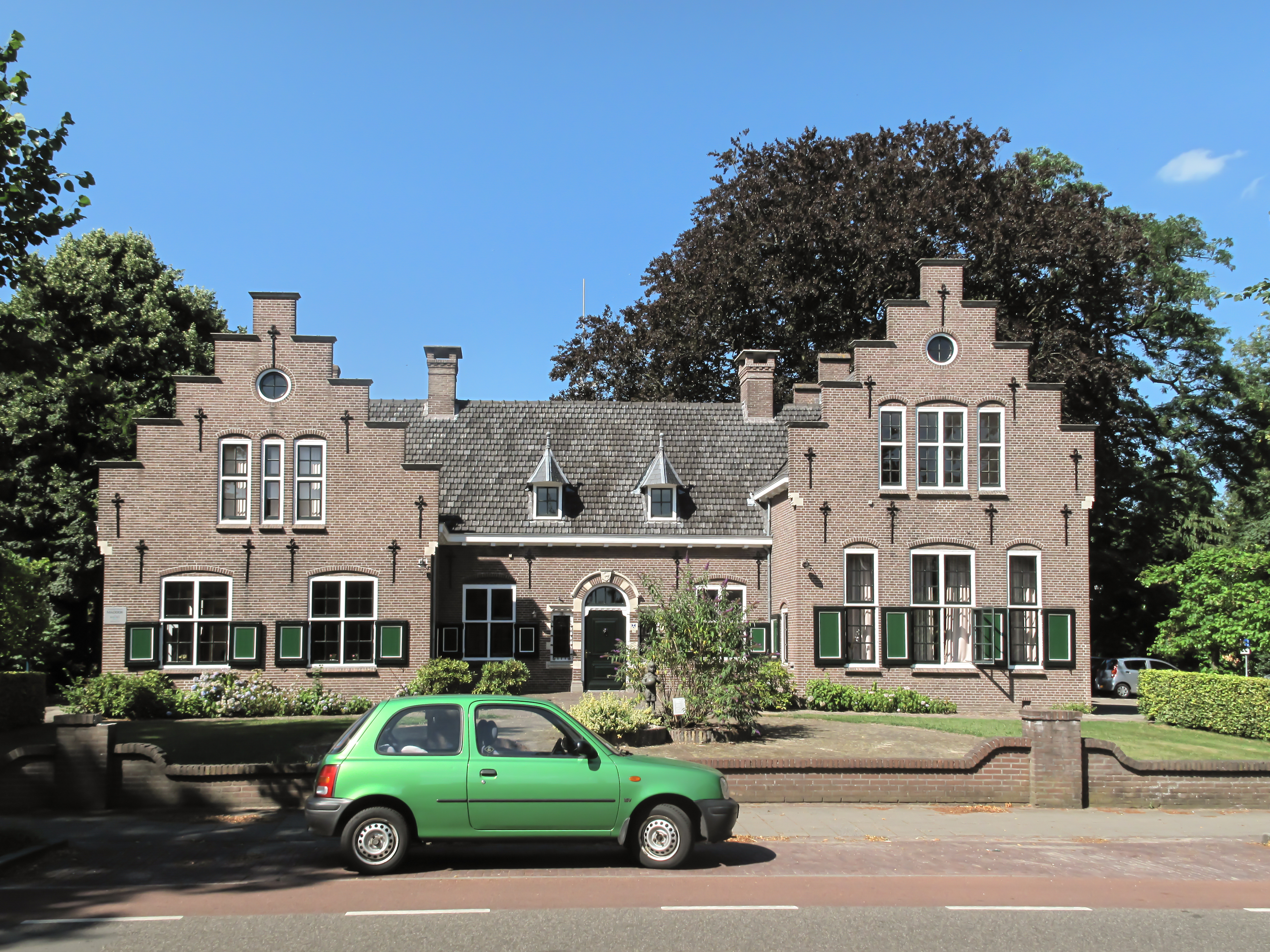
Epe, Kinder- und Jugendfreizeiteinrichtung: Maddox
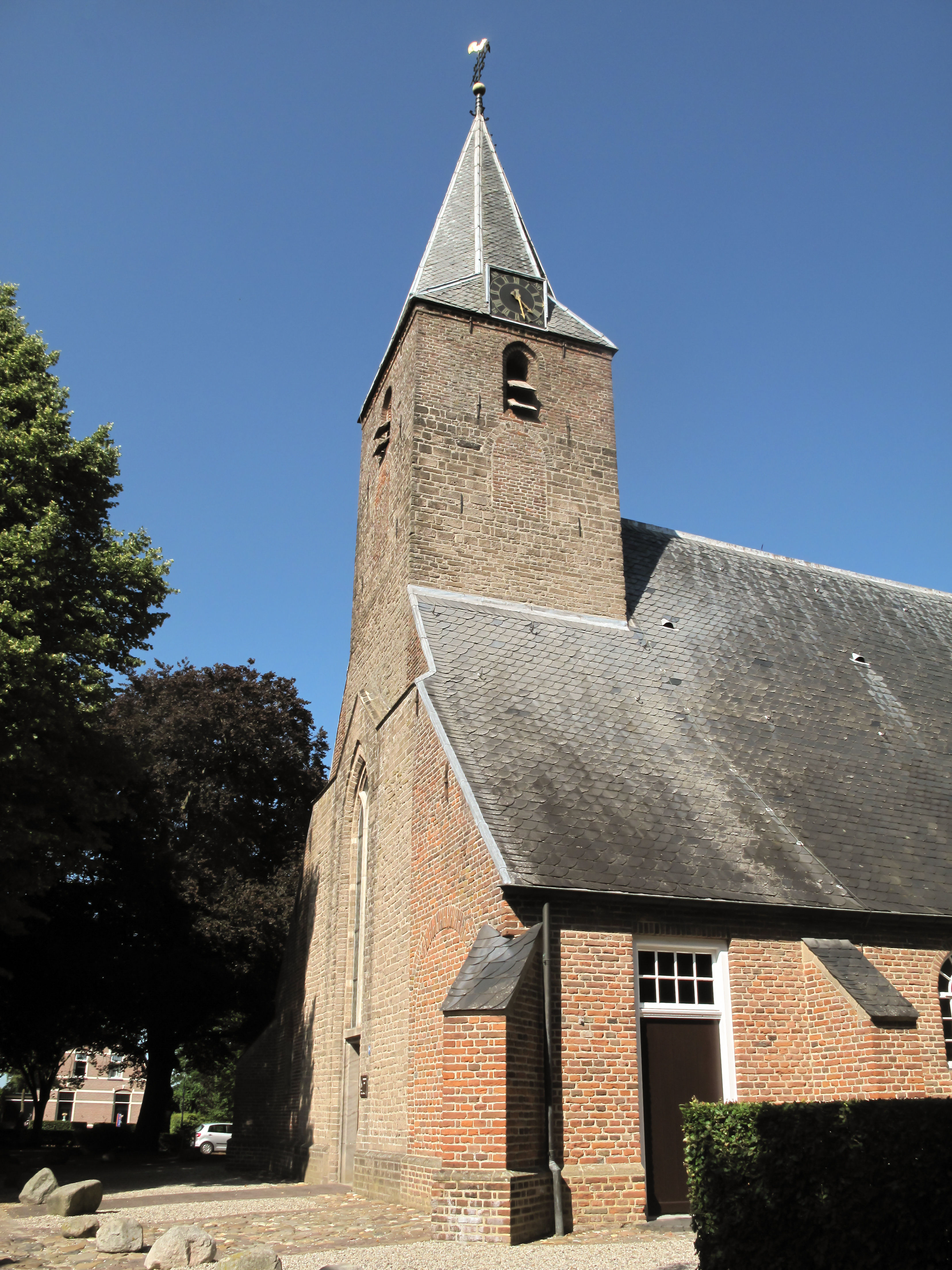
Oene, reformierte Kirche Dionysius
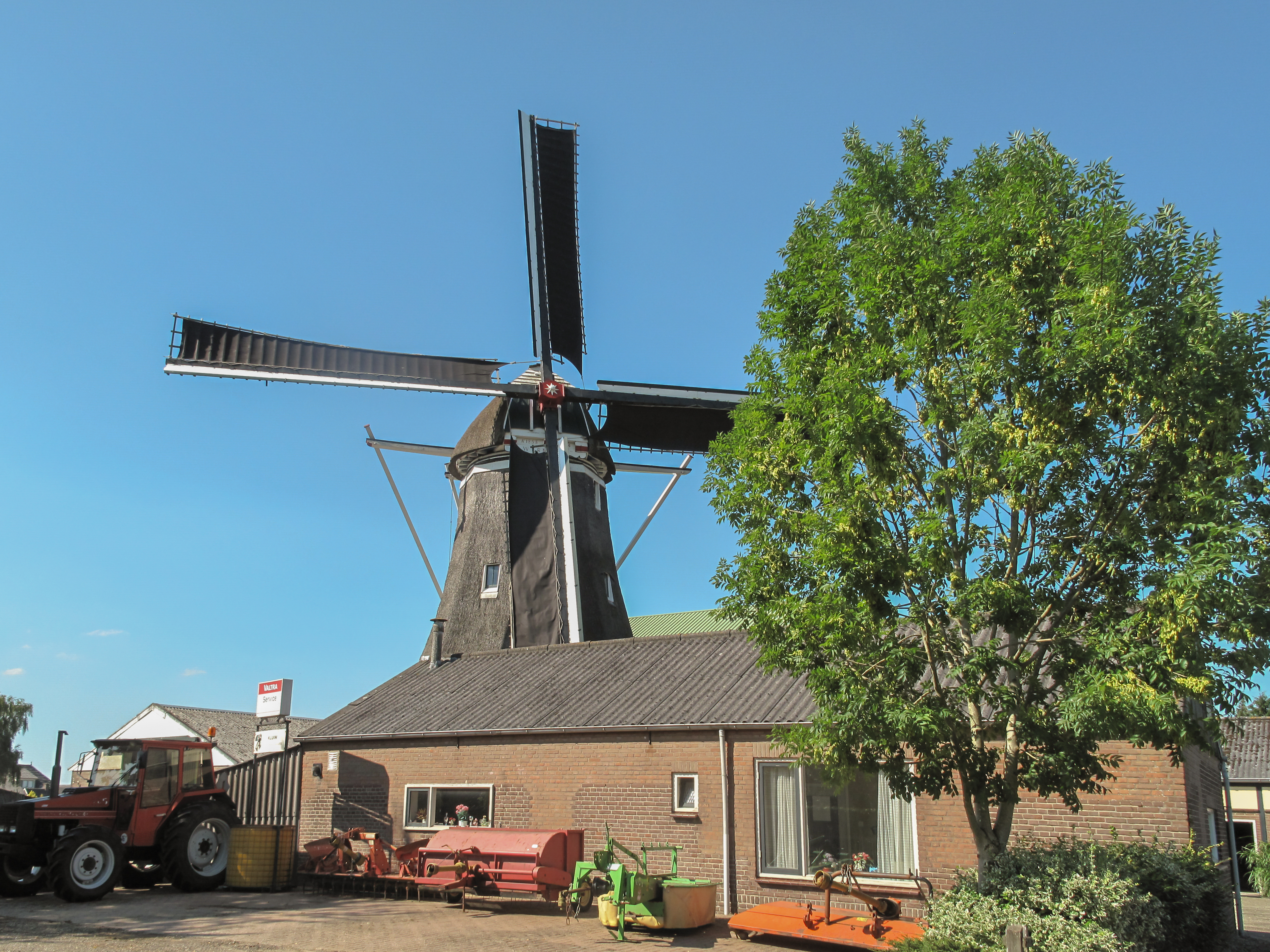
Oene, Mühle: korenmolen de Werklust

## Persönlichkeiten
- Aya Zikken (1919–2013), Schriftstellerin
- Jan Willem Achterkamp (* 1953), Carilloneur
- Esther Hart, eigentlich Esther Katinka Hartkamp (* 1970), Sängerin
- Marc Overmars (* 1973), Profifußballer, in Emst geboren
- Teun Mulder (* 1981), Radsportler